# G come giungla
G come giungla è un brano musicale scritto ed interpretato da Luciano Ligabue, estratto come primo singolo dal suo undicesimo album di inediti Made in Italy che verrà pubblicato il 18 novembre 2016. Il brano è stato distribuito in download digitale dal 2 settembre 2016.

## Video musicale
Il videoclip del brano è stato pubblicato alla mezzanotte del 2 settembre 2016 in concomitanza con l'uscita del singolo in rotazione radiofonica e in download digitale. Il video, girato in un ex stabilimento industriale di Alzano Lombardo, nei pressi di Bergamo, mostra sequenze in cui lo stesso Ligabue esegue il brano accompagnato dagli altri musicisti, alternate ad altre scene richiamanti momenti di vita contemporanea con alcune evocazioni delle precedenti opere dell'artista. Ai lati delle immagini si succedono le lettere dell'alfabeto a cui vengono associate delle parole.

## Tracce
1. G come giungla – 3:57

## Formazione
Musicisti
- Luciano Ligabue – voce, chitarra, arrangiamento
- Max Cottafavi – chitarra
- Federico Poggipollini – chitarra elettrica, cori
- Davide Pezzin – basso
- Luciano Luisi – tastiera, cori
- Michael Urbano – batteria, percussioni
- Massimo Greco – tromba, flicorno soprano
- Emiliano Vernizzi – sassofono tenore
- Corrado Terzi – sassofono baritono

Produzione
- Luciano Luisi – produzione, registrazione
- Claudio Maioli – produzione esecutiva
- Pino Pischetola – missaggio
- Antonio Baglio – mastering presso i Miami Mastering di Miami
- Stephen Marcussen – mastering presso i Marcussen Mastering di Los Angeles
- Paolo De Francesco – copertina
- Toni Thorimbert – fotografia

## Classifiche
| Classifiche (2016) | Posizione massima |
| ------------------ | ----------------- |
| Italia             | 30                |
| Italia (airplay)   | 1                 |